# Bioko-Waldspitzmaus

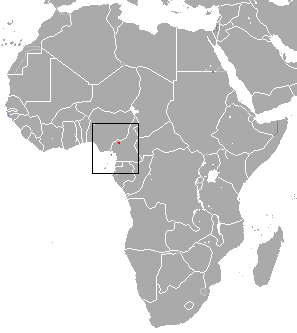
Verbreitungsgebiet der Bioko-Waldspitzmaus (Text beachten)

Die Bioko-Waldspitzmaus oder Bioko-Wald-Moschusspitzmaus (Sylvisorex isabellae) ist ein möglicherweise auf der afrikanischen Insel Bioko endemisches Säugetier in der Familie der Spitzmäuse. Die Population wurde zeitweilig als Synonym der Kamerunberg-Waldspitzmaus (Sylvisorex morio) zugerechnet. Eine Population im Bamenda-Hochland im westlichen Kamerun könnte zu dieser Art gehören, oder sie stellt eine eigenständige Art dar.

## Merkmale
Mit einer Kopf-Rumpf-Länge von 54 bis 63 mm, einem fast gleichlangen Schwanz und einem Gewicht von 5,5 bis 9 g ist die Art eine kleine Spitzmaus. Sie hat 10 bis 13 mm lange Hinterfüße und 8 bis 9 mm lange Ohren. Oberseits kommt rotbraunes Fell vor und die Unterseite ist abhängig von der Neigung zum Betrachter heller oder nicht. Typisch sind schuppenartige Hautplättchen und wenige Haare auf den Füßen, die dunkelbraun sind. Es ist ein schwarzbrauner Schwanz vorhanden, bei dem die Unterseite heller sein kann. Im Oberkiefer sind die inneren Schneidezähne lang und wie Haken geformt. Die anschließenden Zähne vor den Molaren haben nur eine Spitze. Bei der oben genannten Population in Kamerun besteht der diploide Chromosomensatz aus 36 Chromosomen (2n=36).

## Verbreitung und Lebensweise
Diese Spitzmaus erreicht auf Bioko 2000 Meter Höhe, wo sie eher im nördlichen Teil auftritt. In Kamerun wird sie bis 2400 Meter Höhe gefunden. Sie bewohnt Bergwälder und angrenzende Bergwiesen. Weitere Angaben zum Verhalten fehlen.

## Gefährdung
Forstwirtschaft und Umwandlung der Wälder in Ackerland wirkt sich negativ aus. Alle Reviere zusammen werden auf 7.900 km² geschätzt. Der taxonomische Status der Population in Kamerun sollte geprüft werden. Die IUCN listet die Art als gefährdet (vulnerable).